# Fernando Pacheco Flores
Fernando Pacheco Flores (Badajoz, 1992. május 18. –) a spanyol labdarúgó, az RCD Espanyol kapusa.

## Pályafutása
Spanyolországban, Badajoz városában született és ott kezdte el a labdarúgás alapjait, mielőtt a Real Madrid akadémiájára került 2006-ban mindössze 14 évesen. 2011. augusztus 28-án debütált a Real Madrid C csapatában a Rayo Majadahonda elleni bajnoki mérkőzésen.
2011. december 20-án debütált csereként a Real Madrid csapatában a spanyol kupában a Ponferradina csapata ellen 5-1-re megnyert mérkőzésen, amikor is Antonio Adánt helyettesítette csereként a 82. percben. A 2012-13-as szezonban debütált a Real Madrid Castilla csapatában a másodosztályban 2013. június 2-án az AD Alcorcón ellen 4-0-ra megnyert mérkőzésen. A következő mérkőzésen a Girona FC ellen is ő volt a csapat kapusa. következő szezonban már a klub első számú kapusa lett és 39 bajnoki mérkőzésen állt a kapuban. 2014. december 2-án második alkalommal lépett pályára a felnőttek között az UE Cornellà ellenu kupa találkozón.
2015. augusztus 7-én három évre írt alá a Deportivo Alavés csapatával. A szerződésben a Real Madrid visszavásárlási opciót rögzített. Augusztus 22-én mutatkozott be a másodosztályban a SD Huesca ellen 3–2-re megnyert mérkőzésen. A 2016–17-es szezonban 2020-ig meghosszabbította szerződését. 2018 decemberében ismét hosszabbított a klubbal, 2023-ig. 2022. augusztus 10-én négy éves szerződést kötött az Almería csapatával. 2023. január 31-én az Espanyol szerződtette 2026 nyaráig.

## Sikerei, díjai

### Klubcsapatban
- Real Madrid
  - Bajnokok Ligája: 2013–14
  - FIFA-klubvilágbajnokság: 2014
- Deportivo Alavés
  - Segunda División: 2015–16